# ヘリベルト・エッサー
ヘリベルト・エッサー（Heribert Esser, 1929年1月12日 - ）は、ドイツの指揮者。
ラインハウゼンの生まれ。
ケルンで学び、オズヴァルト・ヨナスの薫陶を受ける。
フライブルク、ヴィースバーデン、ケルンの各都市の歌劇場で指揮者として活躍し、1962年から1988年までブラウンシュヴァイク州立歌劇場の音楽監督を務めた。
1970年には来日してNHK交響楽団に客演している。
1988年にはルイ・シュポア音楽賞を受賞。
1986年から1993年までアデレード大学傘下のエルダー音楽院のディレクターを務めた。
2000年にはハインリヒ・シェンカーの遺稿をまとめた『演奏技法』を上梓した。